# جیمز اسمیت، جونیور
جیمز اسمیت، جونیور (به انگلیسی: James Smith, Jr.) سناتور سابق عضو حزب دموکرات ایالات متحده آمریکا بود. وی در سال ۱۸۹۳ تا ۱۸۹۹ میلادی سناتور ایالت نیوجرسی در سنای ایالات متحده آمریکا بود.